# Euphorbia rubrispinosa
Euphorbia rubrispinosa är en törelväxtart som beskrevs av Susan Carter. Euphorbia rubrispinosa ingår i släktet törlar, och familjen törelväxter. Inga underarter finns listade i Catalogue of Life.